# Венгерско-словацкие отношения
Словацко-венгерские отношения — двусторонние дипломатические отношения между Венгрией и Словацкой Республикой, двух соседних стран в Центральной Европе. Несмотря на то, что венгры и словаки проживают по соседству и их этнические, экономические, культурные и политические отношения насчитывают многовековую историю, говорить о межгосударственных отношениях можно только вместе с выходом Словакии из состава Венгрии в 1918 г. и функционированием словацкой государственности в 1919, 1939—1945 и с 1993 г. Первый краткий опыт построения словацко-венгерских межгосударственных отношений был заложен в июне 1919 г. в рамках контактов Венгерской и Словацкой советских республик. Второй период включает отношения между Словацкой республикой и Венгерским королевством в 1939—1945 гг. Третий (современный) период начинается с 1993 г. — распада Чехословакии и формирования независимой (второй) Словацкой республики. Несмотря на сотрудничество в ряде международных организаций (особенно — Вишеградская четверка, Европейский Союз и НАТО), словацко-венгерские отношения периодически обостряются в связи проблемой венгерского меньшинства в Словакии и возрождением межвоенной ревизионистской идеологии в Венгрии, что угрожает территориальной целостности Словакии. Протяжённость государственной границы между странами составляет 627 км.

## Словацко-венгерские отношения в межвоенный период (1918—1939)
С нач. 10 в. и вплоть до 1918 г. территория современной Словакии входила в состав Венгерского королевства. В силу многовекового сосуществования и многовекторых миграционных потоков, выделить четкую словацко-мадьярскую этническую границу к началу 20 в. было невозможно. Между тем, в октябре 1918 г. съезд словацких политиков в Мартине провозгласил отделение «Словакии» от Венгрии и её объединение с чешско-моравскими землями в единую Чехословакию. К концу 1918 г. чешские войска взяли под контроль большую часть территорий Северной Венгрии, которым было суждено стать «Словакией». Между тем, в Будапеште отказывались признавать законность и окончательность отделения Словакии. Пытаясь вернуть симпатии словаков, президент Венгрии Михай Каройи инициировал создание легальной базы для словацкой автономии в составе Венгрии, которая была провозглашена 6 марта 1919 г. Закрепившиеся 21 марта 1919 г. у власти коммунисты в Венгрии пошли гораздо дальше и начали разработку проекта создания независимой Словакии.
После начала чехословацко-венгерской войны в апреле 1919 г. венгерские войска, заняв Восточную Словакию, поддержали провозглашение 16 июня 1919 г. Словацкой советской республики. Однако, под политическим давлением Антанты, Будапешт был вынужден вывести свои войска из Восточной Словакии и чехословацкие войска быстро ликвидировали Словацкую советскую республику. После падения коммунистического режима в Венгрии в августе 1919 г. и формирования режима регента Миклоша Хорти в конце 1919-начале 1920 г., автономный статус Словакии в составе Венгрии был подтвержден в Будапеште в марте 1920 г. Однако, подписав Трианонский мир 4 июня 1920 г., Венгрия признала отделение Словакии и Подкарпатской Руси и их объединение с Чехословакией. Несмотря на международную легализацию чехословацкого суверенитета в Словакии, в Будапеште не отказывались от надежд на возвращение своих бывших северных провинций. Венгерский ревизионизм особенно подстегивался фактом игнорирования этнического принципа при проведении словацко-венгерской границы, так как около 1 млн мадьяр оказались на её словацкой стороне.
В межвоенный период, Будапешт поддерживал тесный контакт со словацкими политиками, которые так и не добились согласия Праги на создание автономной Словакии. В Будапеште предполагали, что федерализация Чехословакии являлась первым шагом на пути её полной дезинтеграции и возвращения словацких и подкарпатских территорий в состав Венгрии. В свою очередь, словацкие автономисты (в первую очередь, Глинкова словацкая народная партия) надеялись использовать Будапешт как инструмент давления на Прагу. Одновременно, автономисты опасались, что в случае объединения Словакии с Венгрией, Будапешт вернется к старой практике мадьяризации и сделает из «автономии» фикцию. Поэтому, словацко-венгерские отношения не заходили далеко и были лишены доверия.
Между тем, секретные словацко-венгерские связи находились под пристальным наблюдением чехословацких спецслужб, которые стремились ограничить и дискредитировать автономистское движение. В 1929 г. чехословацкие власти провели показательный политический процесс по делу «венгерского шпиона» из числа высших функционеров глинковской партии Войтехом (Белой) Тукой.
В период «чехословацкого кризиса» 1938 г. словацкие автономисты начали переговоры с венгерским МИД на случай распада Чехословакии и возможности «возвращения» Словакии в состав Венгрии. Как условие, лидер глинковцев Йозеф Тисо требовал в Будапеште гарантировать создания автономной Словакии. Однако, после Мюнхенской конференции 29-30 сентября 1938 г., Прага изменила своё отношение к Словакии и поддержала формирование автономного правительства в Братиславе под председательством Й. Тисо. Таким образом, венгерский проект автономной Словакии вновь потерял актуальность.
Осенью 1938 г. отношения между автономной Словакией и Венгрией достигли кризисной точки. Так, Будапешт, опираясь на принятый Прагой Мюнхенский договор 29 сентября 1938 г., потребовал Южную Словакию (и Южное Подкарпатье), где, по статистике 1910 г., проживало более 50 % мадьяр. Естественно, Братислава отказывалась добровольно пойти на такие уступки и прошедшие 9-13 октября 1938 г. словацко-венгерские переговоры в Комарно завершились безрезультатно. Тогда Прага и Будапешт решили договориться по «венгерской проблеме в Чехословакии» без привлечения словаков и обратились к третейскому суду Германии и Италии. Прошедший 2 ноября 1938 г. арбитраж в Вене предписал Чехословакии уступить около 10 400 км² словацких (и 2000 км² подкарпатских) территорий Венгрии, где, помимо 800 тыс. мадьяр, проживало около 200 тыс. словаков. Трансфер Южной Словакии в состав Венгрии оказался шоком для глинковцев и обострил словацко-венгерские отношения и заложил основу для формирования словацкого ревизионизма, заветной целью которого было возвращение Кошиц.

## Словацко-венгерские отношения в период Второй мировой войны (1939—1945)
14 марта 1939 г. Словакия провозгласила независимость и Венгрия оказалась первым государством, которое признало её де-факто и де-юре. Одновременно, Будапешт, опираясь на постулат о фактическом распаде Чехословакии, приступил к оккупации Подкарпатской Руси, также провозгласившей свою независимость. Вслед за этим, указывая на спорный характер словацко-подкарпатской границы, венгерские войска приступили к занятию Восточной Словакии. Прошедшая 23 марта-4 апреля 1939 г. «малая война» Словакии и Венгрии способствовала дальнейшему нагнетанию атмосферы между Будапештом и Братиславой. В результате конфликта, правительство Й. Тисы согласилось уступить Венгрии ещё около 1 000 км.² восточно-словацких территорий.
Словакия начала искать защиту от венгерского ревизионизма у Германии, которая 23 марта 1939 г. пообещала протекцию её суверенитета и территориальной целостности. Вместе с тем, Братислава вынашивала планы по изменению границы 1938 г. и рассчитывала на возвращение 3 600 км² территорий (включая города: Кошицы) с населением в 350 тыс. чел. (из них 200 тыс. словаков и 100 тыс. венгров).
В начальный период Второй мировой войны (1939—1941) и Словакия и Венгрия пытались улучшить отношения с СССР и использовать советско-германские противоречия в своих ревизионистских интересах. В Братиславе рассчитывали на сотрудничество с Кремлём на базе советских претензий на Подкарпатье, а в Венгрии намечали параллельное с Красной армией выступление против Румынии в целях возвращения Венгрией Трансильвании, а СССР Бессарабии. Однако, постепенно Берлин добился сокращении советской ориентации обоих дунайских государств. Декларация Словакией и Венгрией войны СССР в июне и Великобритании и США в декабре 1941 г. окончательно закрепила оба режима в созданном Берлином блоке. Вместе с тем, зависимость от Третьего рейха похоронила надежды Братиславы и Будапешта на ревизию границ, поскольку Берлин отказывался поднимать этот вопрос до окончания войны. Осенью 1941 г. словацко-венгерские отношения дважды обострялись, однако, они были нормализированы под давлением Германии. На берлинской встрече глав словацкого и венгерского правительств Войтеха Туки и Ласло Бардоши 25-26 ноября 1941 г., два премьера договорились зарегистрировать ранее запрещенные политические и культурные организации словацкого и венгерского меньшинств.
Весной 1942 г. настало относительное ослабление словацко-венгерской напряженности. Затягивающаяся война, сопровождаемая военными неудачами стран Оси, внесла коррективы в дипломатию дунайских государств. В марте 1942 г. М. Хорти поручил сформировать правительство Миклошу Каллаи, который, прощупывая возможности вывода Венгрии из числа воюющих стран, начал секретные переговоры с британцами и американцами. Весной 1943 г. Каллаи инициировал начало переговоров со словаками, где центральным вопросом стал «антинемецкий разворот» и сближение между двумя странами. Однако, словаков, в первую очередь, интересовало возможность возвращения Кошиц, на что в Будапеште не собирались идти. Неофициально, в Братиславу сообщили, что арбитраж 1938 г. мог быть аннулирован при условии, что Словакия объединилась бы с Венгрией в форме конфедерации.
Будапешт продолжал искать сближения с Братиславой и в начале 1944 г. ему удалось подключить к секретным переговорам словацких военных. Однако, немецкая оккупация Венгрии в марте 1944 г. не позволило выработать ясное соглашение между Будапештом и Братиславой. В то же время, попытка словацких военных захватить власть и перевести Словакию на сторону Антигитлеровской коалиции в сентябре-октябре 1944 г. закончилась провалом. Тем не менее, путчисты, установив связь с венгерским правительством Гезы Лакатоша, помогли в конце сентября 1944 г. отправить в Москву венгерскую делегацию для заключения перемирия. Однако, поражение Словацкого национального восстания привело к полной оккупации Словакии войсками Германии. В то же время, в Венгрии, Берлин настоял на передаче власти лояльному националистическому правительству Ференца Салаши. Таким образом, взаимоотношения Словакии и Венгрии в конце 1944 г. перешли под контроль Германии и лишились самостоятельности. С другой стороны, Антигитлеровская коалиция, решив восстановить Чехословакию и ликвидировать независимую Словакию, сняла с повестки дня развитие словацко-венгерских межгосударственных отношений вплоть до 1993 г.

## Словацко-венгерские отношения на современном этапе (с 1993 г.)
В 1993 году с распадом Чехословакии и созданием (второй) Словацкой Республики начался современный этап словацко-венгерских межгосударственных отношений. Первоначально обе республики начали сотрудничать в рамках Вышеградской группы с целью быстрой интеграции обоих государств в западноевропейские политические и военные структуры (ЕС и НАТО). Вместе с тем, после достижения этих целей (вступление Венгрии в НАТО в 1999 году, Словакии в НАТО в 2004 году, обеих стран в ЕС в 2004 году) проблема венгерского национального меньшинства в Словакии и проблески венгерского ревизионизма затрудняют бесконфликтное развитие отношений между Братиславой и Будапештом.
Обе страны являются членами НАТО и Европейского Союза. Страны имеют общую границу длиной 676 километров (420 миль). Около 520 000 венгров, проживает в Словакии (около 9,7 % населения) и 39 266 словаков проживает в Венгрии (около 0,38 % населения). Иногда случались дипломатические конфликты между двумя странами.

## В области экономики
Венгерской компании MOL принадлежит словацкий нефтеперерабатывающий завод Slovnaft.

## Комментарии
1. ↑  According to 2001 Hungarian census Архивная копия от 14 апреля 2011 на Wayback Machine